# Hellmuth Petriconi

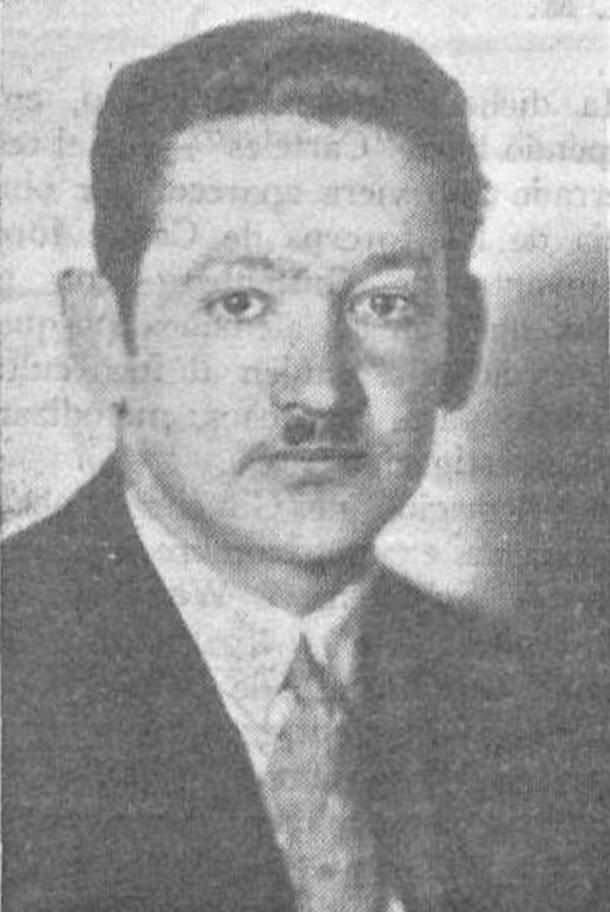
Hellmuth Petriconi

Hellmuth Petriconi (* 1. April 1895 in Hamburg; † 1. November 1965) war ein deutscher Romanist und Literaturwissenschaftler.

## Leben und Werk
Petriconi, der einen Teil seiner Jugend in Südamerika verbracht hatte, promovierte 1923 in Würzburg bei Arthur Franz über Ricardo Palma, der Verfasser der „Tradiciones Peruanas“ (Revue hispanique 57). Er habilitierte sich 1925 in Frankfurt bei Matthias Friedwagner über Die spanische Literatur der Gegenwart seit 1870 (Wiesbaden 1926). 1932 wurde er als Ordinarius nach Greifswald berufen, 1945 als Kollege von Rudolf Grossmann nach Hamburg. 1960 wurde er zum ordentlichen Mitglied der Göttinger Akademie der Wissenschaften gewählt.

## Schriften (Auswahl)
- Die spanische Literatur der Gegenwart seit 1870 (= Die Literatur der Gegenwart). Dioskuren Verlag, Wiesbaden 1926.
- Góngora – Zu seinem 300. Todestag, Beitrag in der Wochenschrift Die Literarische Welt Nr. 22/1927 vom 3. Juni 1927.
- mit Wilhelm Michels: Antología de poesías líricas españolas (= Sammlung romanischer Übungstexte. 18, ZDB-ID 503717-7). Niemeyer, Halle (Saale) 1932.
- Spanisch-amerikanische Romane der Gegenwart (= Ibero-amerikanische Studien des Ibero-Amerikanischen Instituts Hamburg. 11, ZDB-ID 718281-8). Behre, Hamburg 1938, (2. Auflage. ebenda 1955).
- Die verführte Unschuld. Bemerkungen über ein literarisches Thema (= Hamburger romanistische Studien. A: Allgemeine romanistische Reihe. 38, ZDB-ID 718283-1). Cram u. a., Hamburg 1953.
- Das Reich des Untergangs. Bemerkungen über ein mythologisches Thema (= Untersuchungen zur vergleichenden Literaturgeschichte. 1, ZDB-ID 1037721-9). Hoffmann und Campe, Hamburg 1958.
- Metamorphosen der Träume. Fünf Beispiele zu einer Literaturgeschichte als Themengeschichte. Athenäum, Frankfurt am Main 1971.